# Specie di Aster
Elenco delle 115 specie di Aster:

## A
- Aster ageratoides Turcz.
- Aster aitchisonii  Boiss.
- Aster alatipes  Hemsl.
- Aster alpinus  L.
- Aster amellus  L.
- Aster arenarius  (Kitam.) Nemoto
- Aster atropurpurea  W.P.Li & G.X.Chen
- Aster auriculatus  Franch.

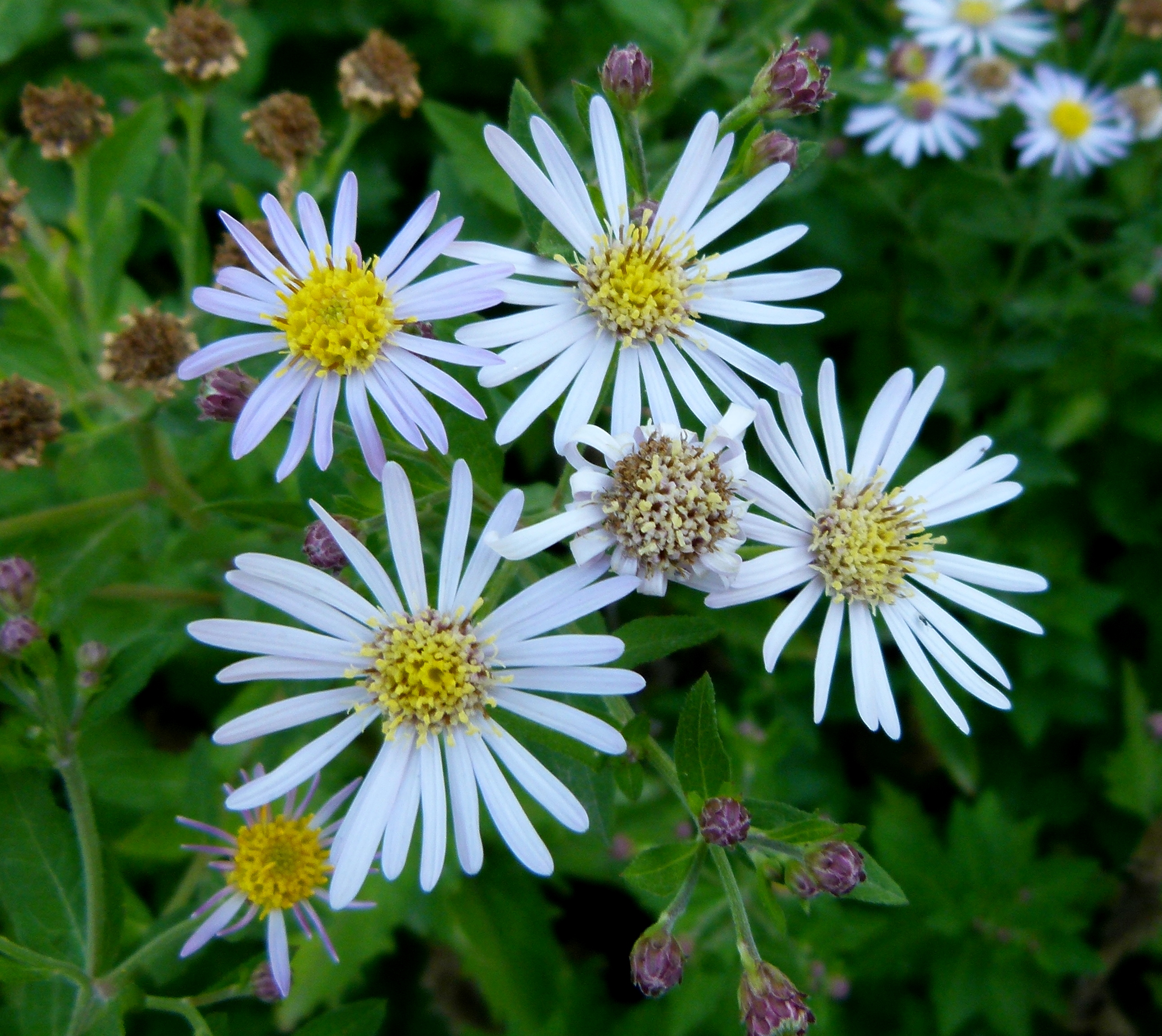
Aster ageratoides
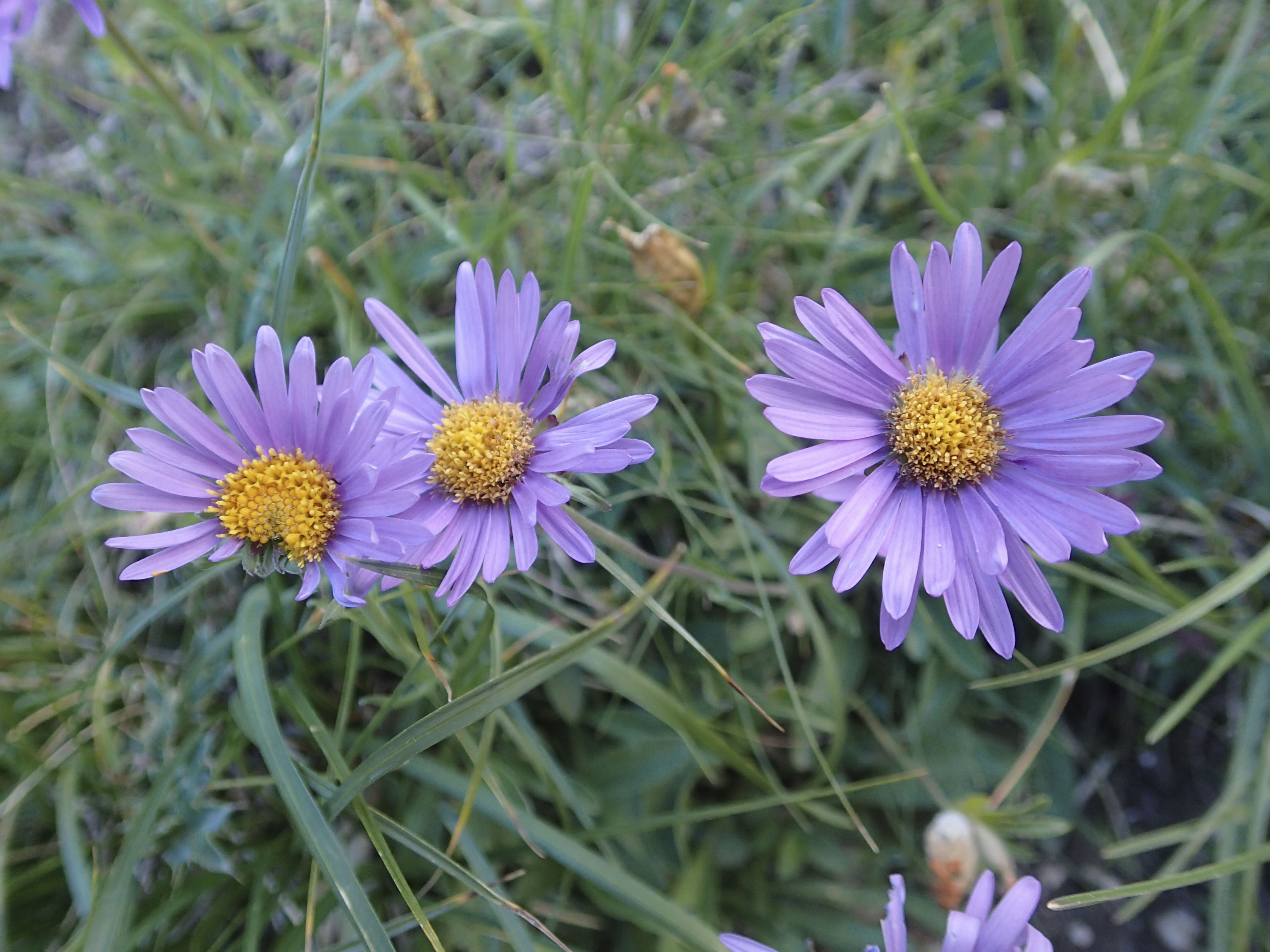
Aster alpinus
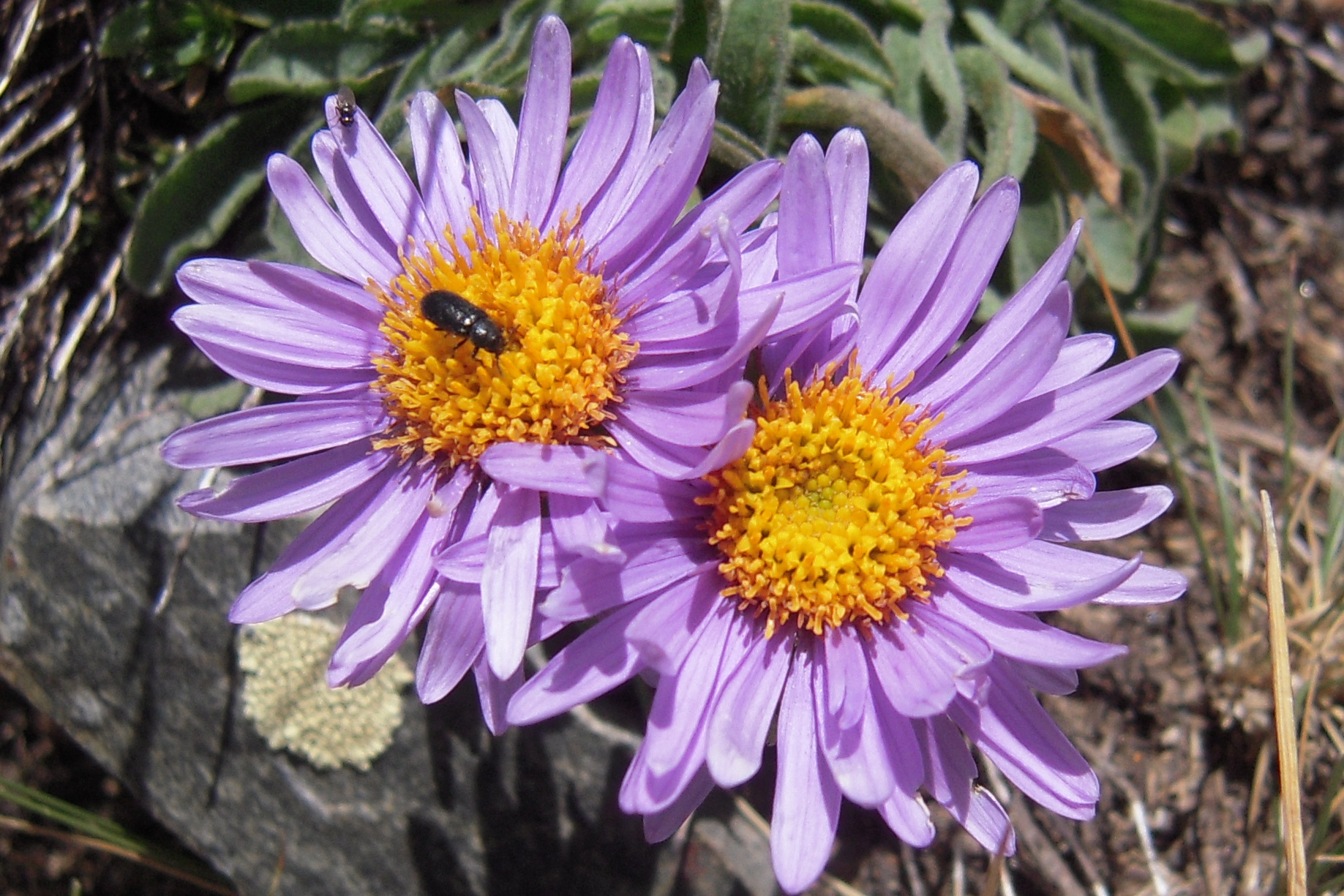
Aster amellus

## B
- Aster baccharoides  Steetz
- Aster barbellatus  Grierson
- Aster bellidiastrum  (L.) Scop.
- Aster biennis  Ledeb.
- Aster boweri  Hemsl.
- Aster brevicaulis  W.P.Li

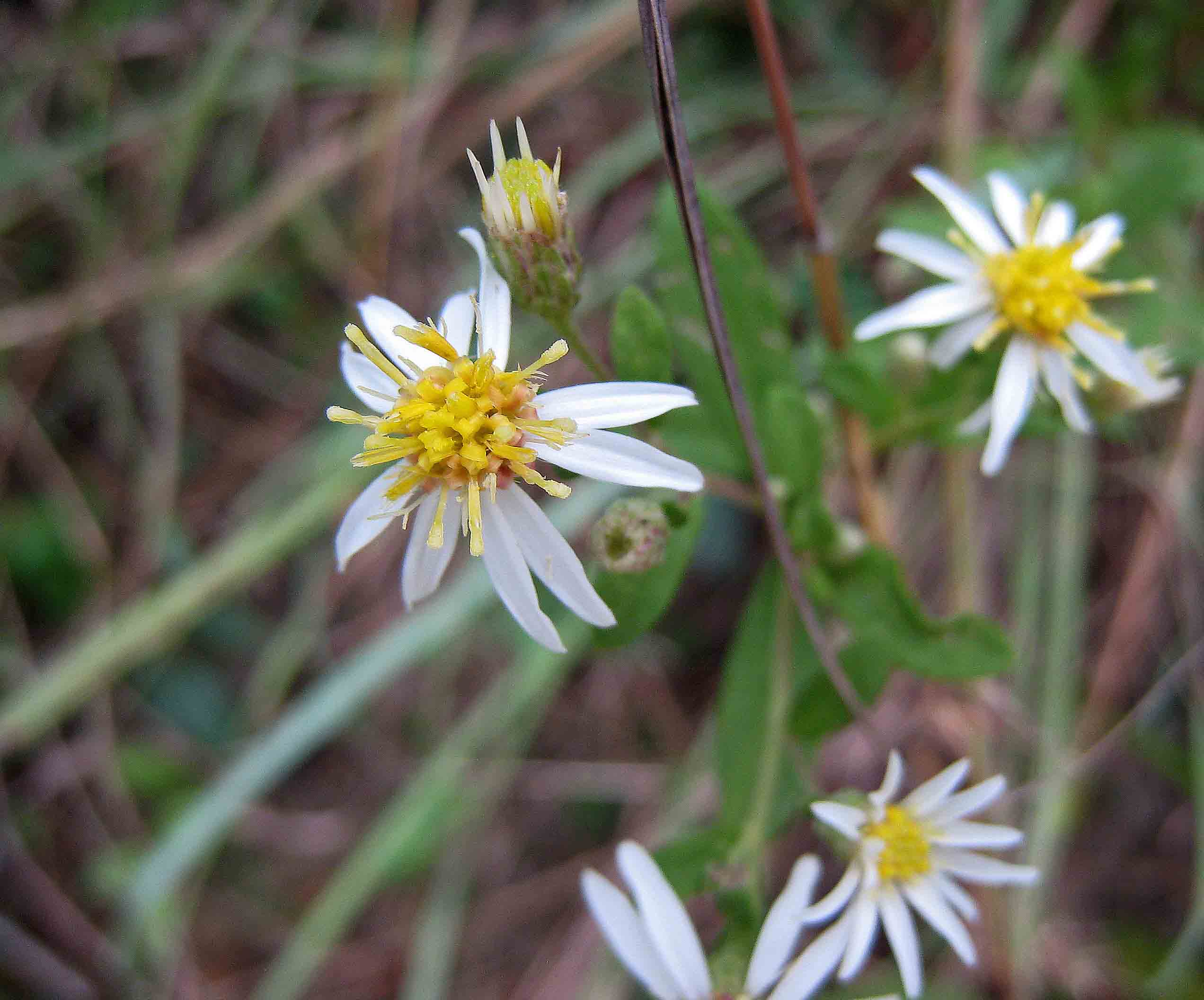
Aster baccharoides
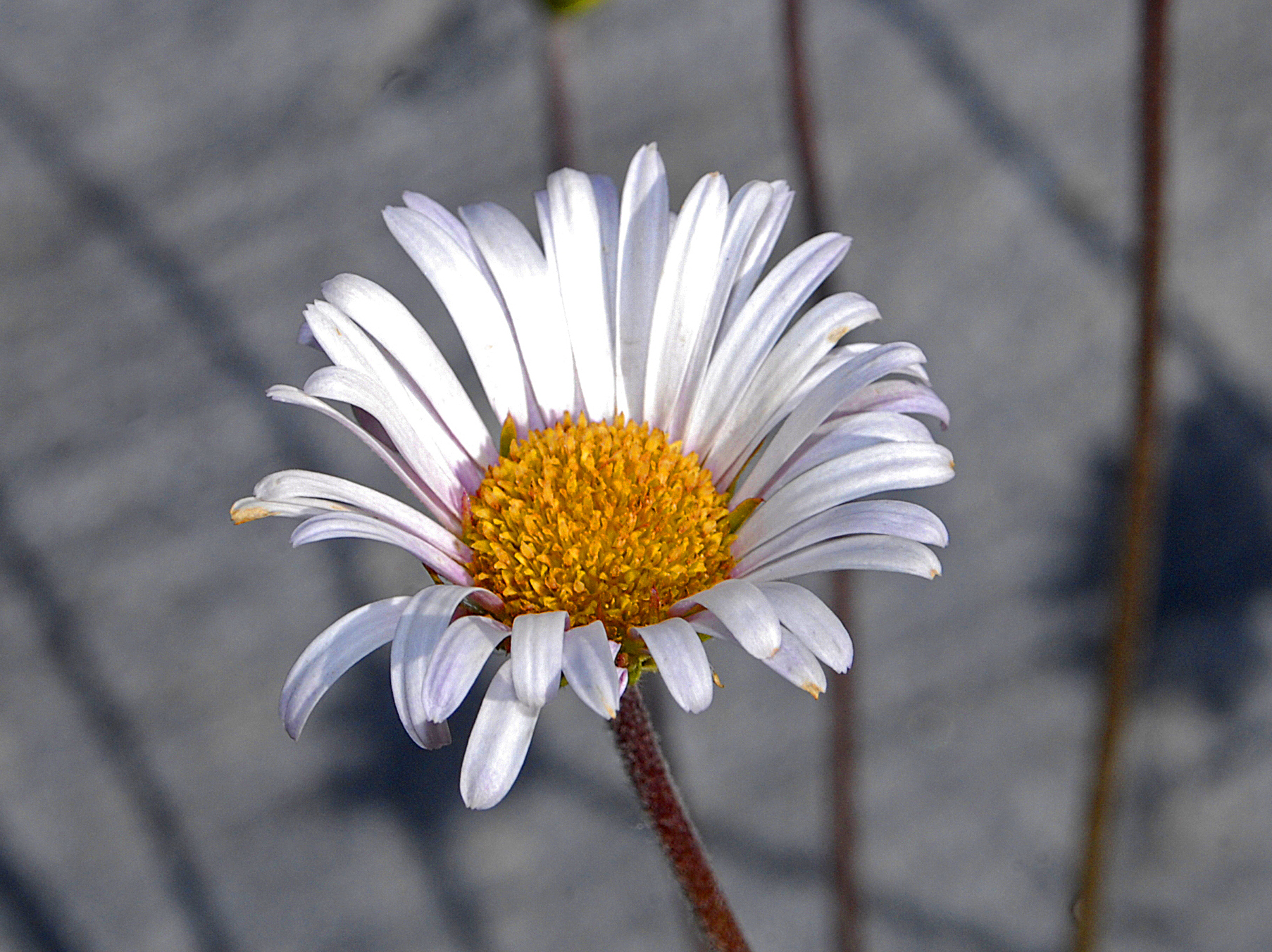
Aster bellidiastrum
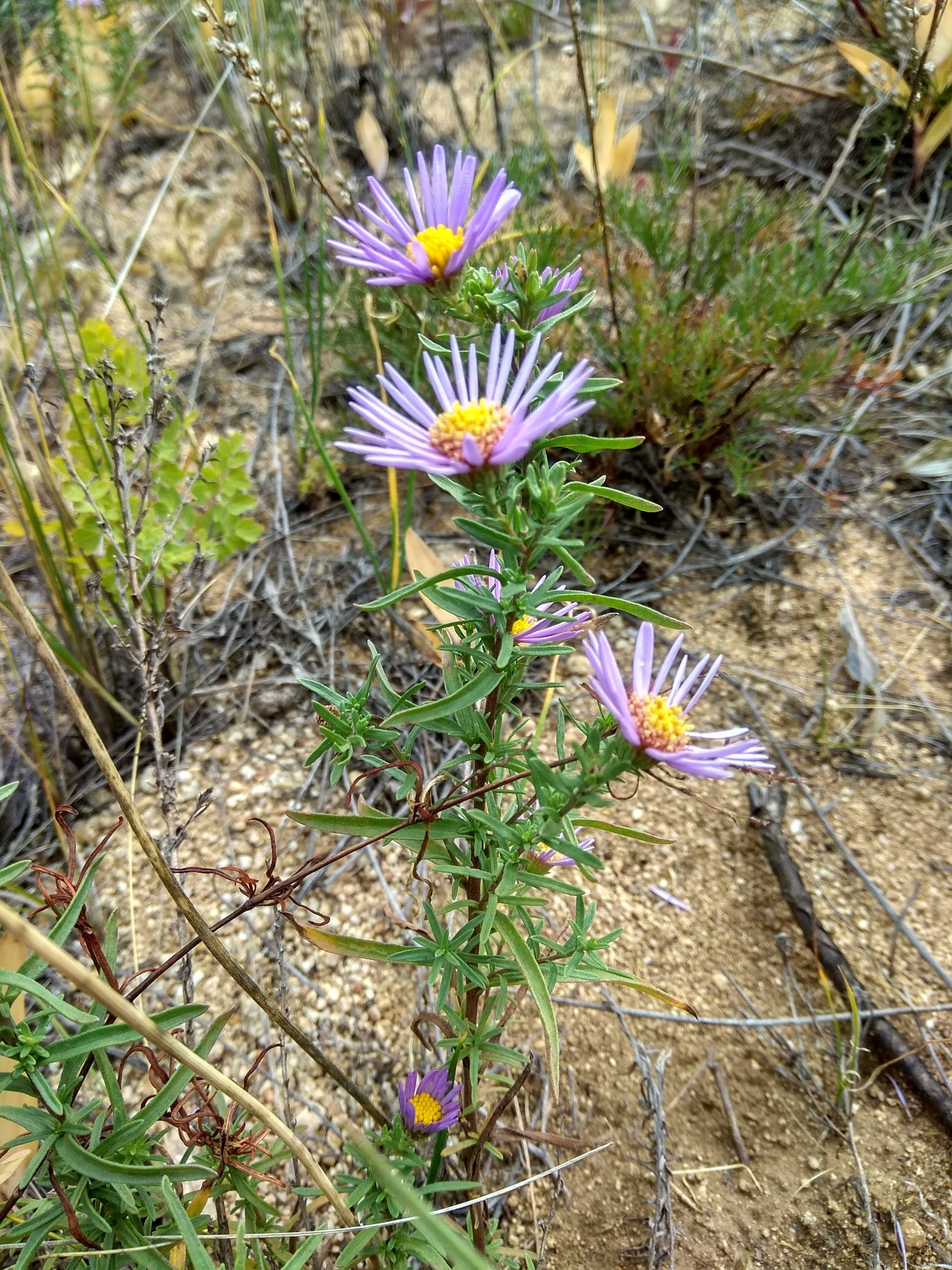
Aster biennis

## C
- Aster chekiangensis  (C.Ling ex Y.Ling) Y.F.Lu & X.F.Jin
- Aster chingshuiensis  Y.C.Liu & C.H.Ou
- Aster chuanshanensis  W.P.Li

## D
- Aster danyangensis  Jae Y.Kim & G.Y.Chung
- Aster dianchuanensis  J.W.Xiao & W.P.Li
- Aster dolichopodus  Y.Ling

## E
- Aster eligulatus  (Y.Ling ex Y.L.Chen, S.Yun Liang & K.Y.Pan) Brouillet, Semple & Y.L.Chen

## F
- Aster fanjingshanicus  Y.L.Chen & D.J.Liu
- Aster filipes  J.Q.Fu
- Aster formosanus  Hayata

## G
- Aster giraldii  Diels
- Aster glehnii  F.Schmidt
- Aster gouldii  C.E.C.Fisch.
- Aster gracilicaulis  Y.Ling ex J.Q.Fu

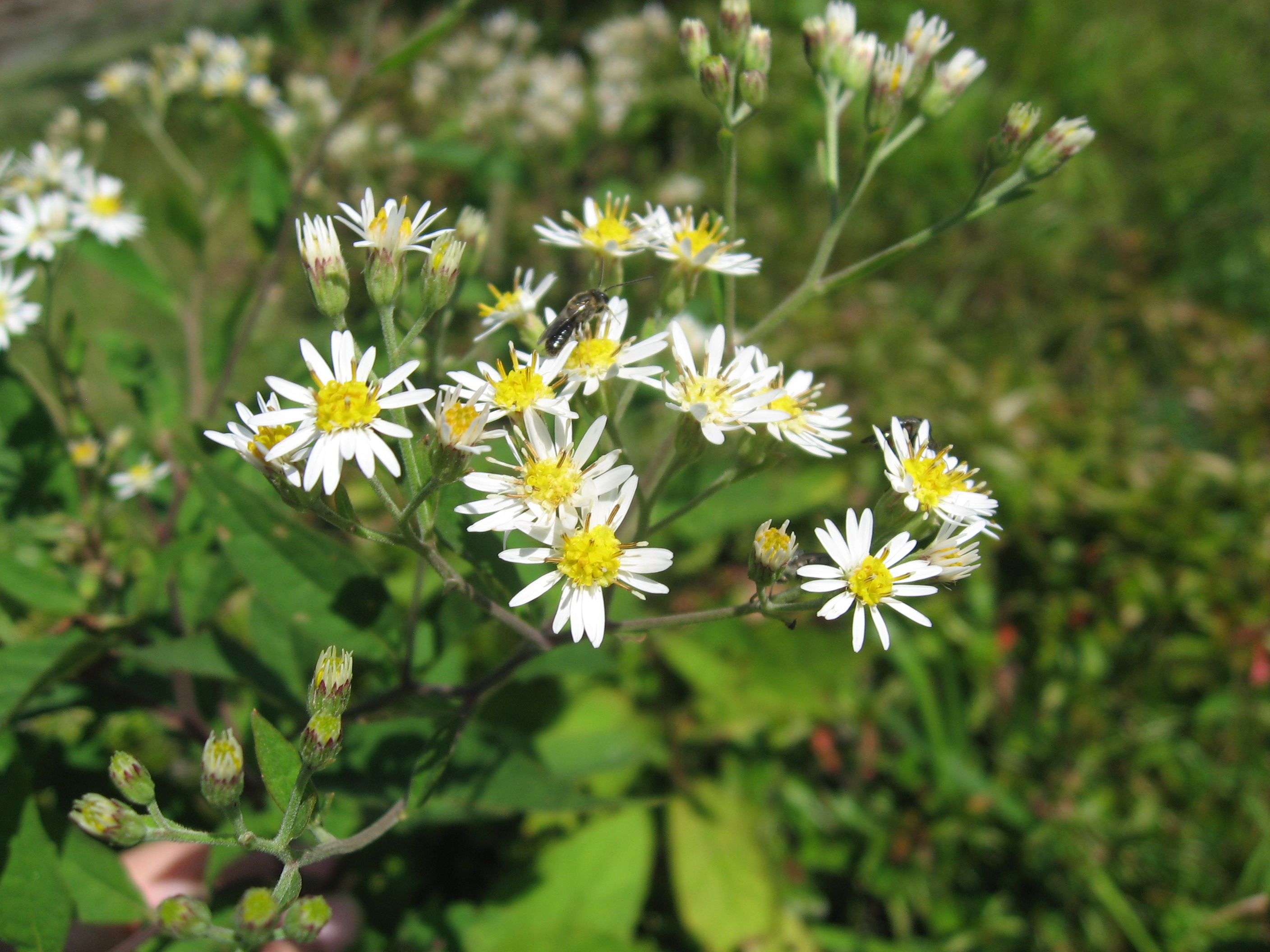
Aster glehni

## H
- Aster hayatae  H.Lév. & Vaniot
- Aster heterolepis  Hand.-Mazz.
- Aster holohermaphroditus  (Grierson) R.Abid & Qaiser
- Aster hololachnus  Y.Ling ex Y.L.Chen, S.Yun Liang & K.Y.Pan
- Aster homochlamydeus  Hand.-Mazz.
- Aster hunanensis  Hand.-Mazz.

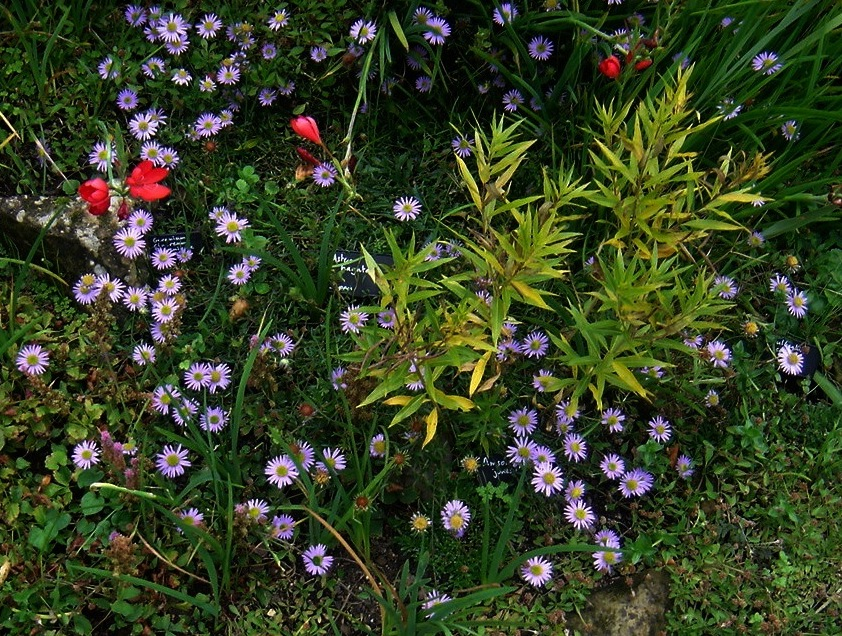
Aster hayatae

## I
- Aster ilanmontanus  S.S.Ying
- Aster indamellus  Grierson
- Aster ionoglossus  Y.Ling ex Y.L.Chen, S.Yun Liang & K.Y.Pan
- Aster itsunboshi  Kitam.

## J
- Aster jiangkouensis  X.L.Yu & Xiong Li
- Aster jiulongshanensis  Z.H.Chen, X.Y.Ye & C.C.Pan

## K
- Aster kanoi  S.W.Chung, W.J.Huang & T.C.Hsu

## L
- Aster langaoensis  J.Q.Fu
- Aster latibracteatus  Franch.
- Aster lautureanus  (Debeaux) Franch.
- Aster limosus  Hemsl.
- Aster lingulatus  Franch.
- Aster lixianensis  (J.Q.Fu) Brouillet, Semple & Y.L.Chen
- Aster lushiensis  (J.Q.Fu) Brouillet, Semple & Y.L.Chen

## M
- Aster maackii  Regel
- Aster mangshanensis  Y.Ling
- Aster medius  (Krylov) Serg.
- Aster megalanthus  Y.Ling
- Aster menelii  H.Lév.
- Aster meyendorffii  (Regel & Maack) Voss
- Aster microcephalus  (Miq.) Franch. & Sav.
- Aster miyagii  Koidz.
- Aster molliusculus  (Lindl. ex DC.) C.B.Clarke
- Aster mongolicus  Franch.
- Aster morrisonensis  Hayata
- Aster moupinensis  (Franch.) Hand.-Mazz.

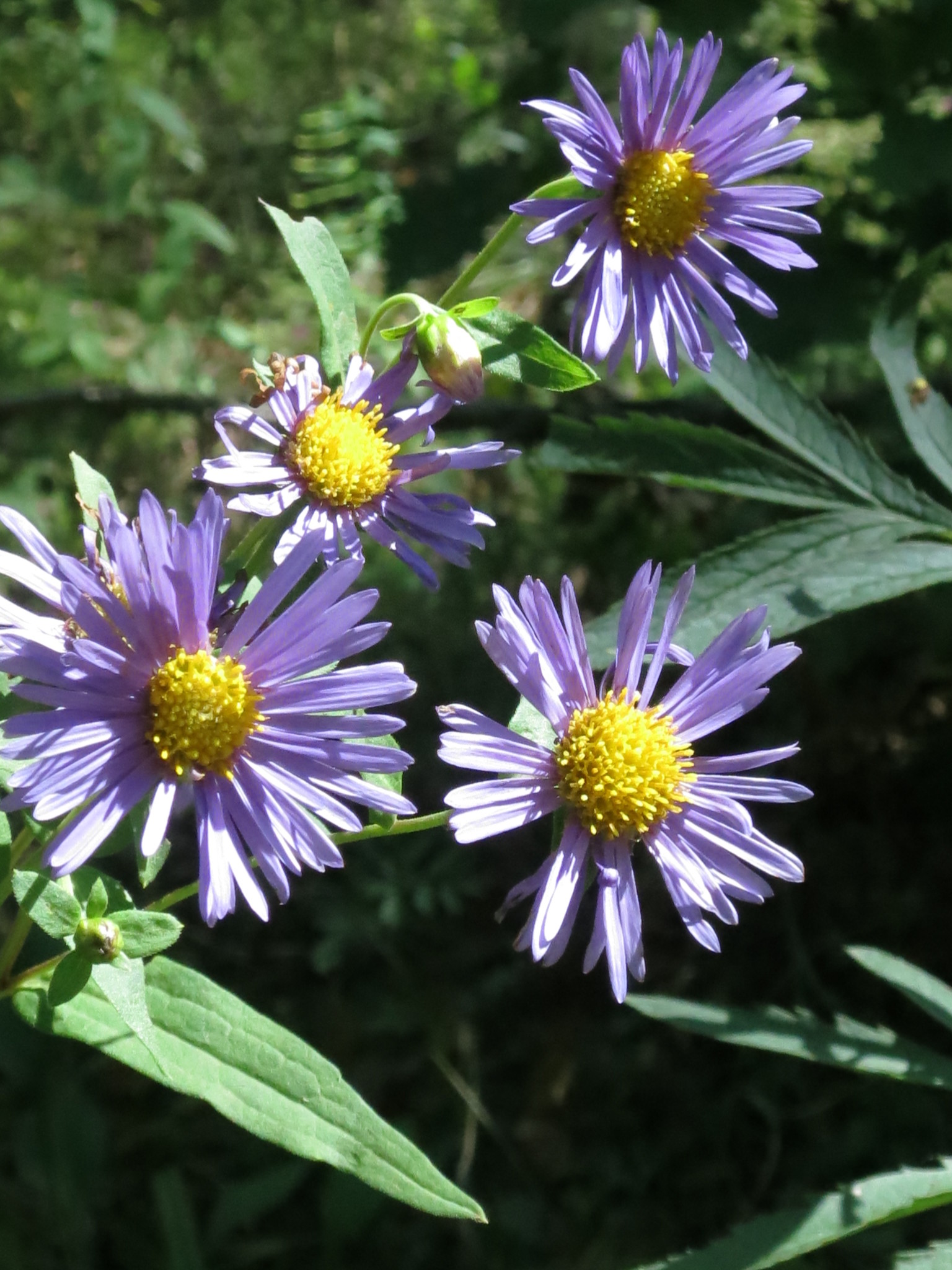
Aster maackii
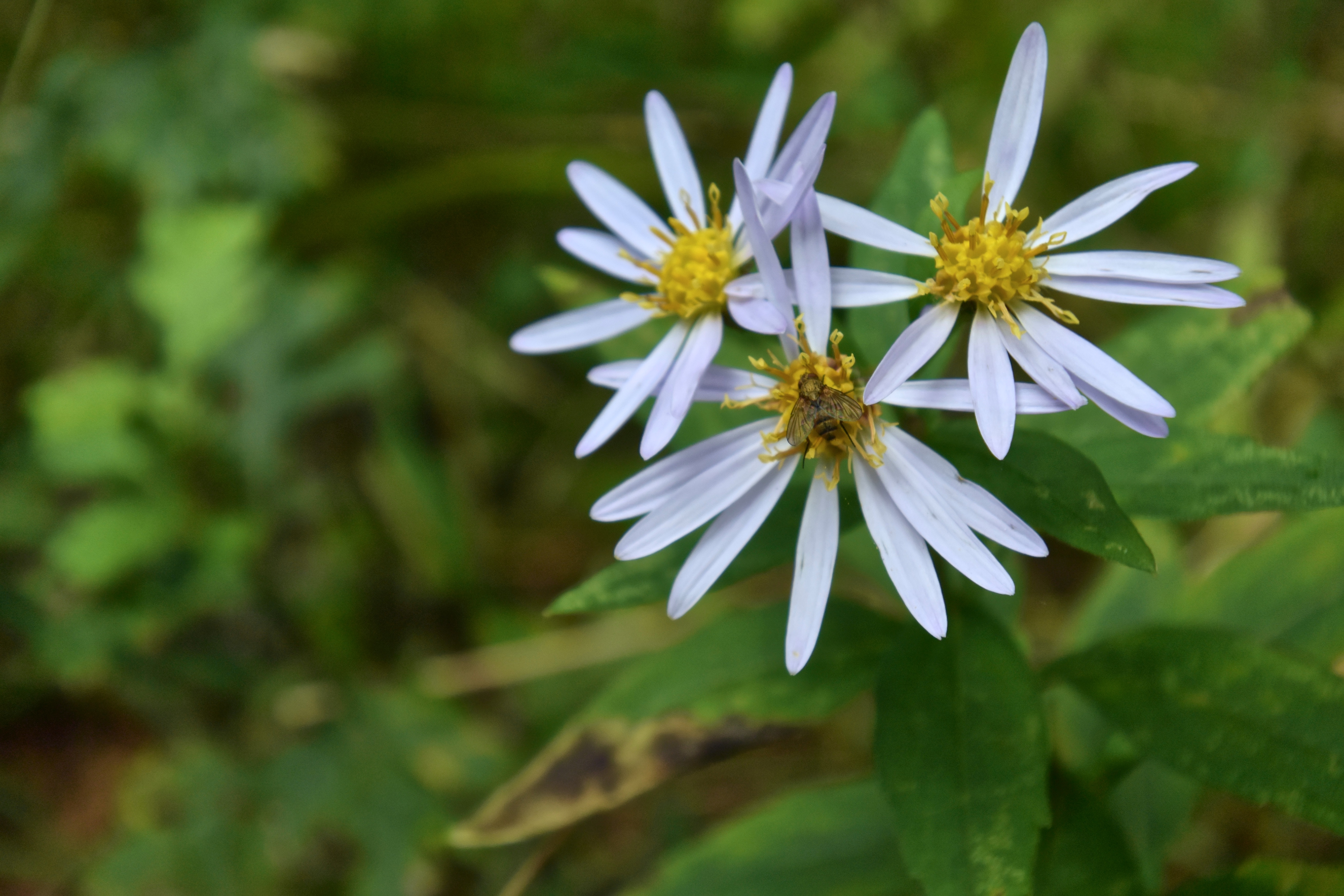
Aster microcephalus
Aster miyagii
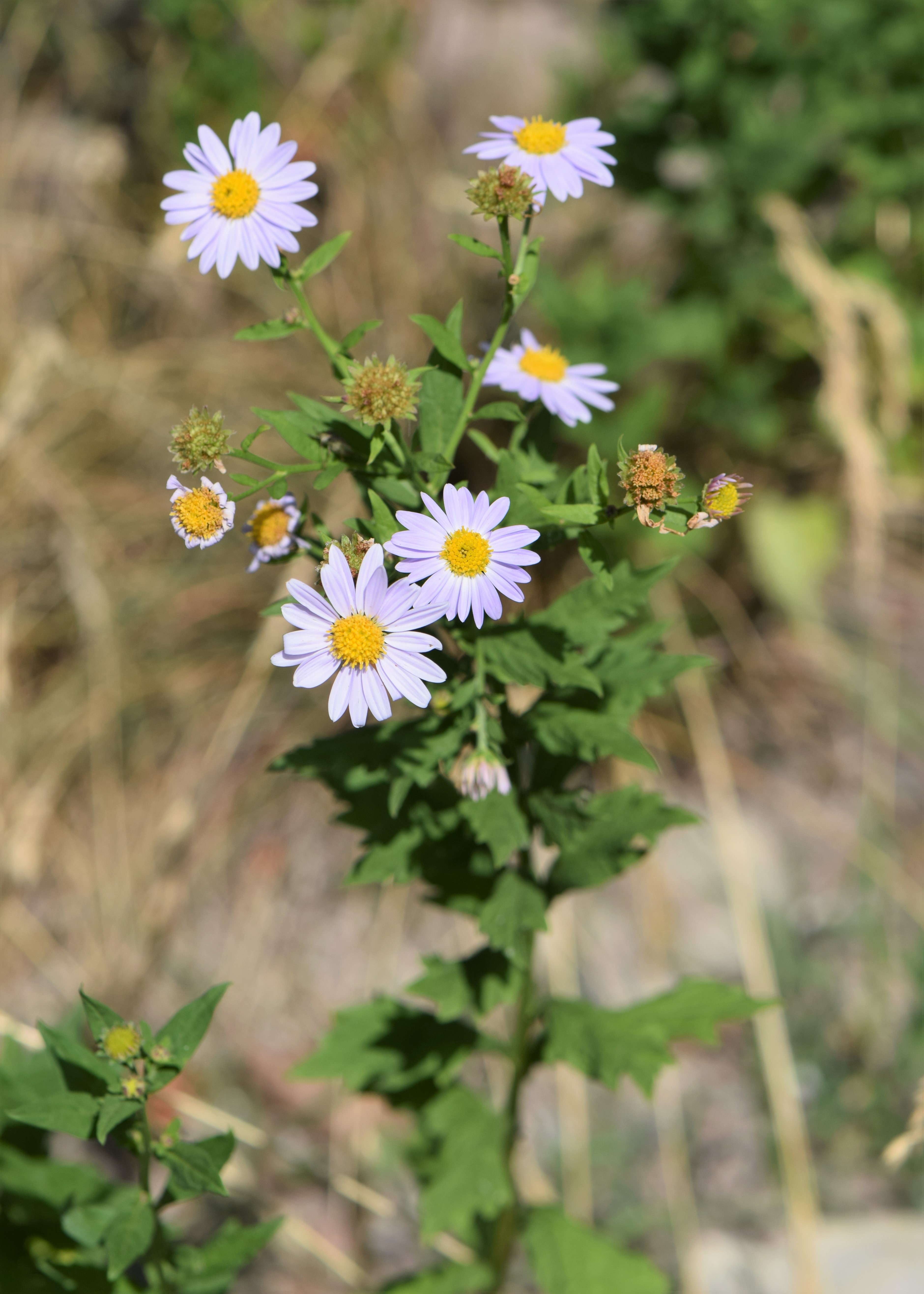
Aster mongolicus

## N
- Aster nakaoi  Kitam.
- Aster neoelegans  Grierson

## O
- Aster oldhamii  Hemsl.
- Aster oliganthus  W.P.Li & Zhi Li
- Aster oreophilus  Franch.
- Aster ovalifolius  Kitam.

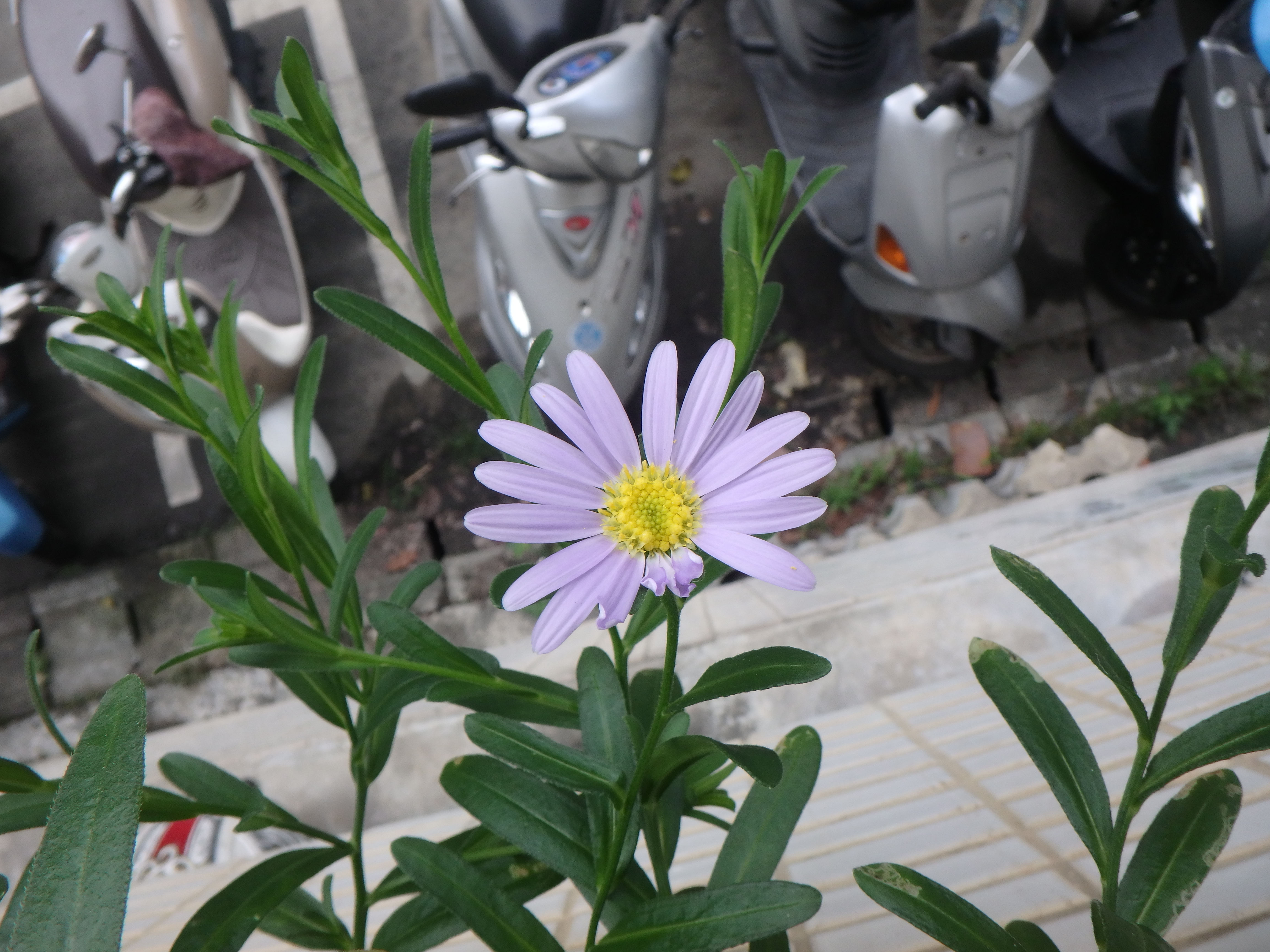
Aster oldhamii

## P
- Aster philippinensis  S.Moore
- Aster popovii  Botsch.
- Aster procerus  Hemsl.
- Aster pseudoglehnii  Y.S.Lim, Hyun & H.Shin
- Aster pujosii  Quézel
- Aster pyrenaeus  Desf. ex DC.

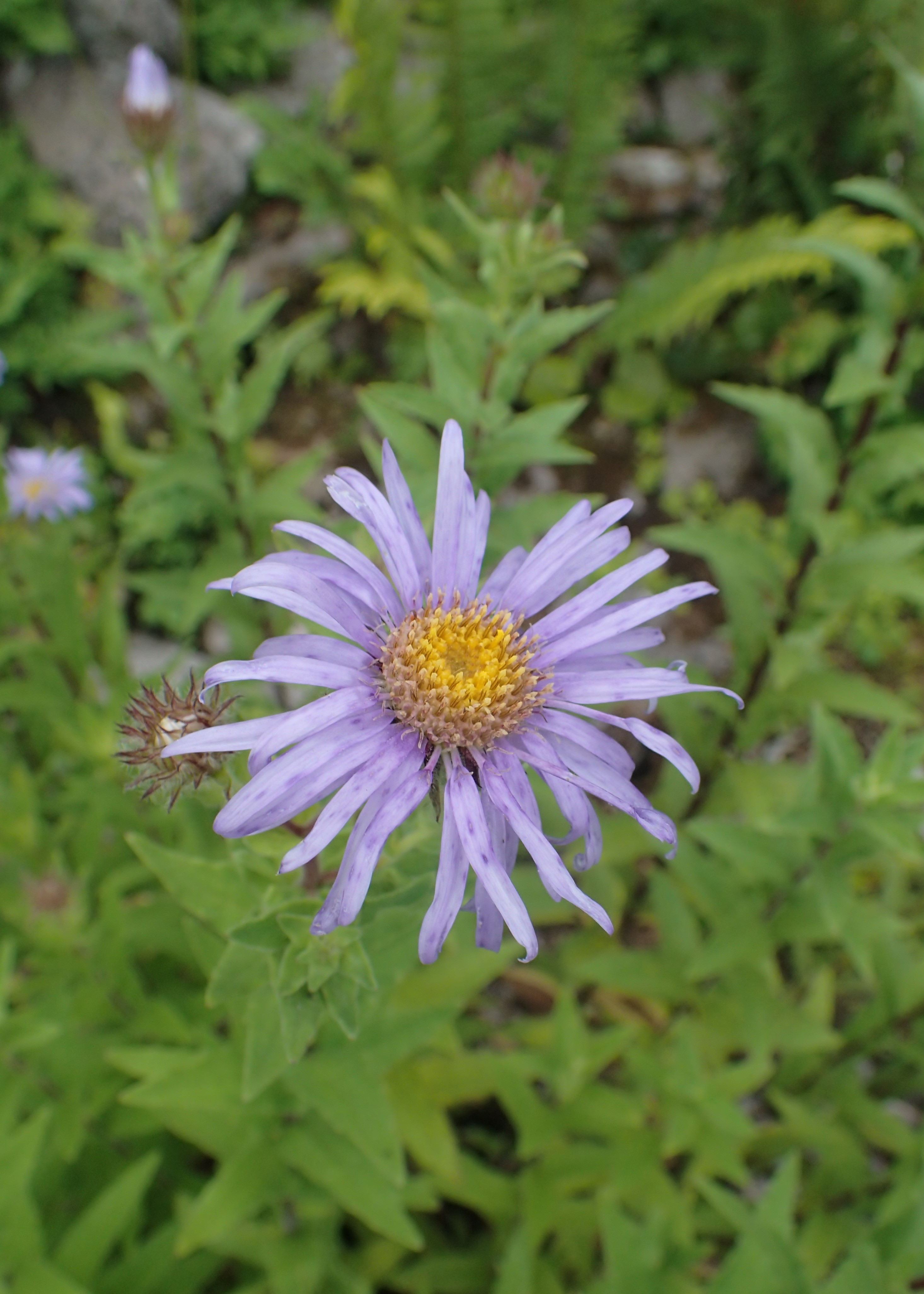
Aster pyrenaeus

## Q
- Aster quanzhouensis  M.Tang, G.J.Yan & W.P.Li

## R
- Aster rockianus  Hand.-Mazz.

## S
- Aster sampsonii  Hemsl.
- Aster sanczirii  Kamelin & Gubanov
- Aster sanqingshanicus  J.W.Xiao & W.P.Li
- Aster satsumensis  Soejima
- Aster saxicola  W.P.Li & Z.Li
- Aster semiamplexicaulis  (Makino) Makino ex Koidz.
- Aster semiprostratus  (Grierson) H.Ikeda
- Aster shimadae  (Kitam.) Nemoto
- Aster sinianus  Hand.-Mazz.
- Aster sinoangustifolius  Brouillet, Semple & Y.L.Chen
- Aster siyuanensis  S.S.Ying
- Aster smithianus  Hand.-Mazz.
- Aster souliei  Franch.
- Aster spathulifolius  Maxim.
- Aster sphaerotus  Y.Ling
- Aster sugimotoi  Kitam.

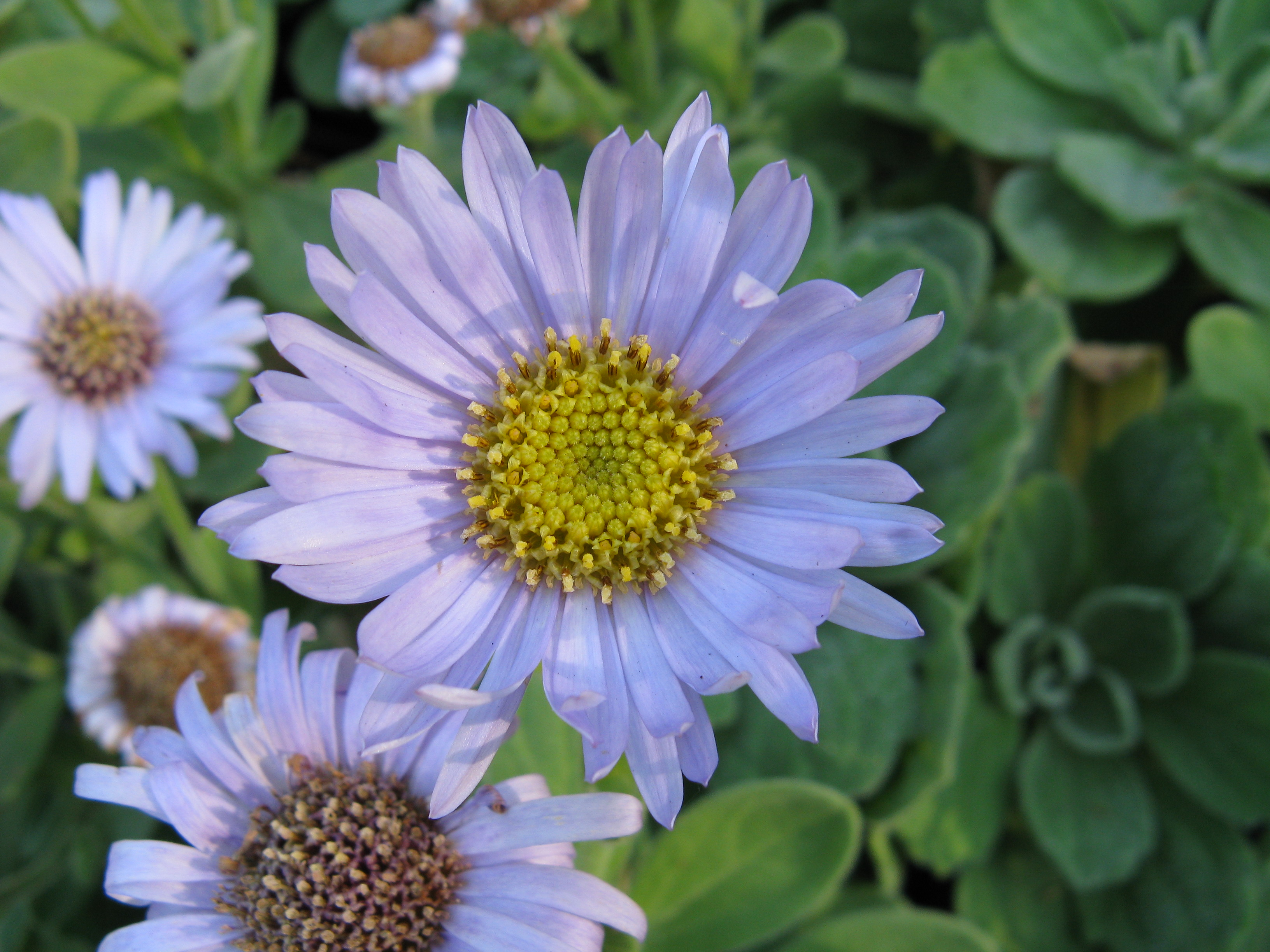
Aster spathulifolius

## T
- Aster taiwanensis  Kitam.
- Aster takasago-montanus  Sasaki
- Aster taliangshanensis  Y.Ling
- Aster taoshanensis  S.S.Ying
- Aster taoyuenensis  S.S.Ying
- Aster tataricus  L.f.
- Aster tenuipes  Makino
- Aster tianmenshanensis  G.J.Zhang & T.G.Gao
- Aster tonglingensis  G.J.Zhang & T.G.Gao
- Aster tongolensis  Franch.
- Aster tricephalus  C.B.Clarke
- Aster trichoneurus  Y.Ling
- Aster trinervius  Roxb. ex D.Don
- Aster turbinatus  S.Moore

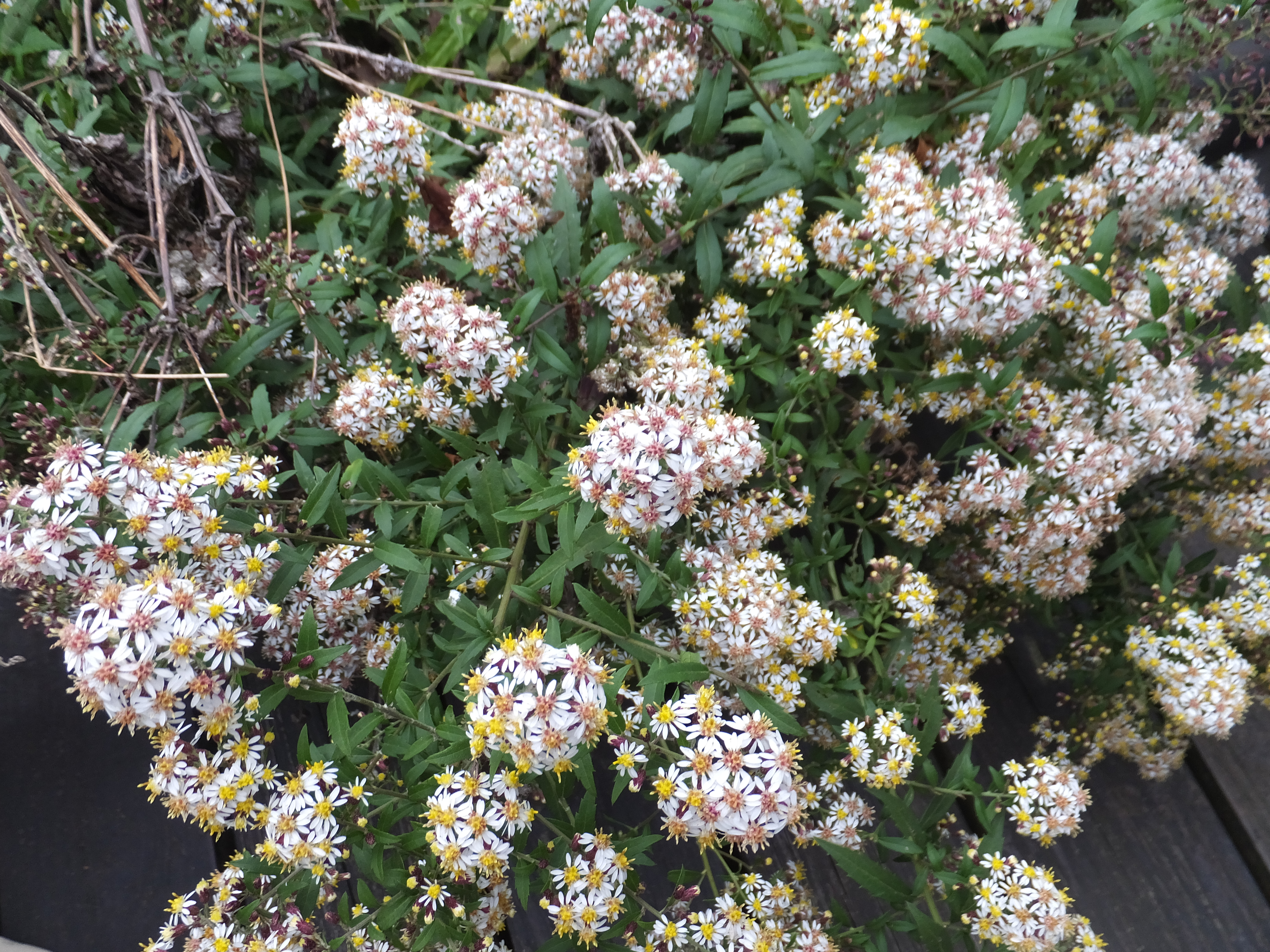
Aster taiwanensis
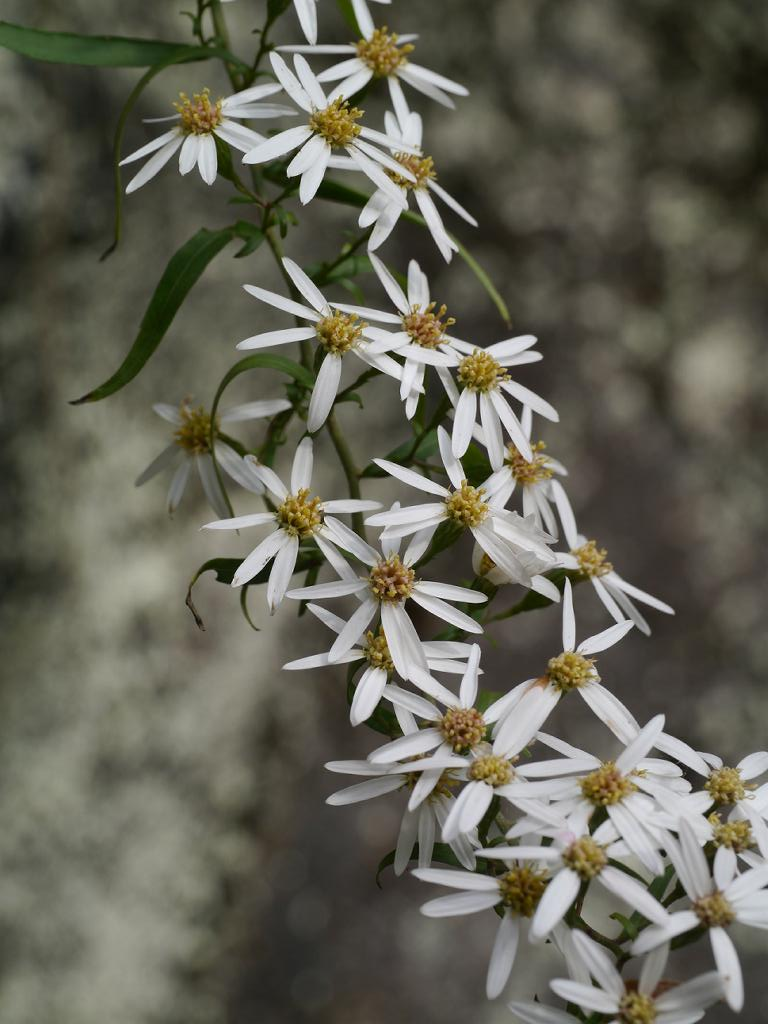
Aster tenuipes
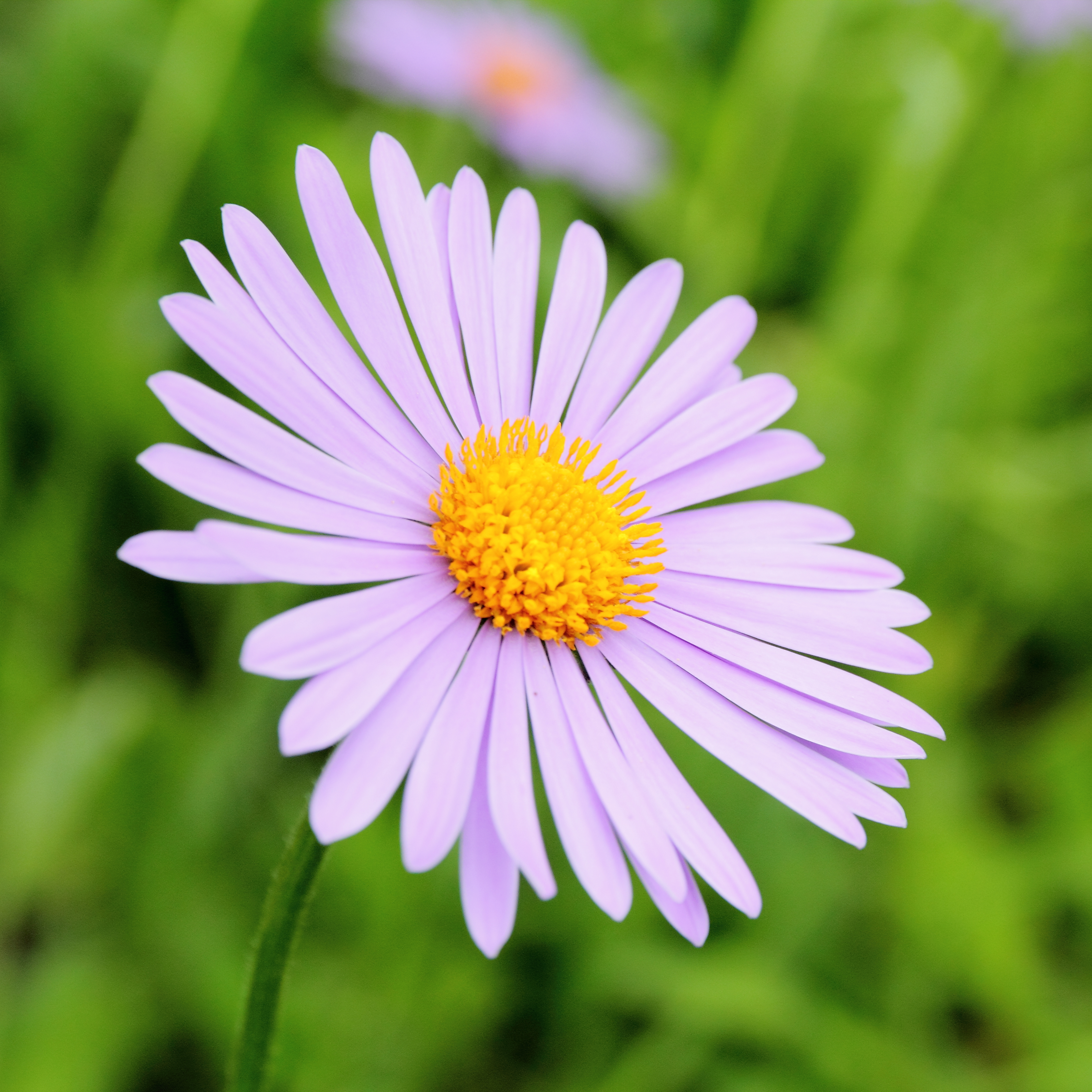
Aster tongolensis

## V
- Aster velutinosus  Y.Ling
- Aster vestitus  Franch.
- Aster viscidulus  Makino
- Aster vvedenskyi  Bondarenko

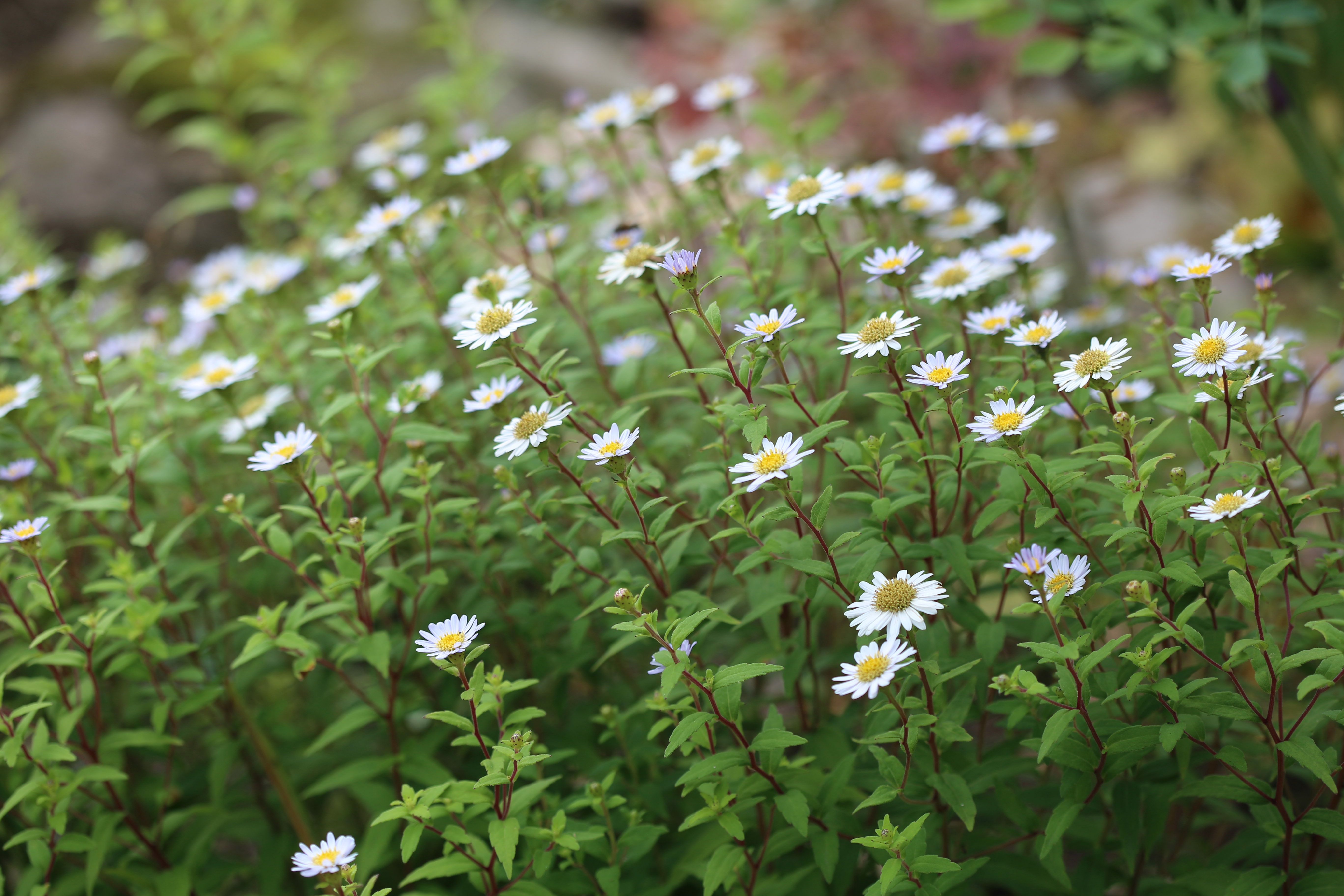
Aster viscidulus

## W
- Aster wattii  C.B.Clarke
- Aster willkommii  Sch.Bip. ex Willk.
- Aster woroschilovii  Zdor. & I.I.Shapoval

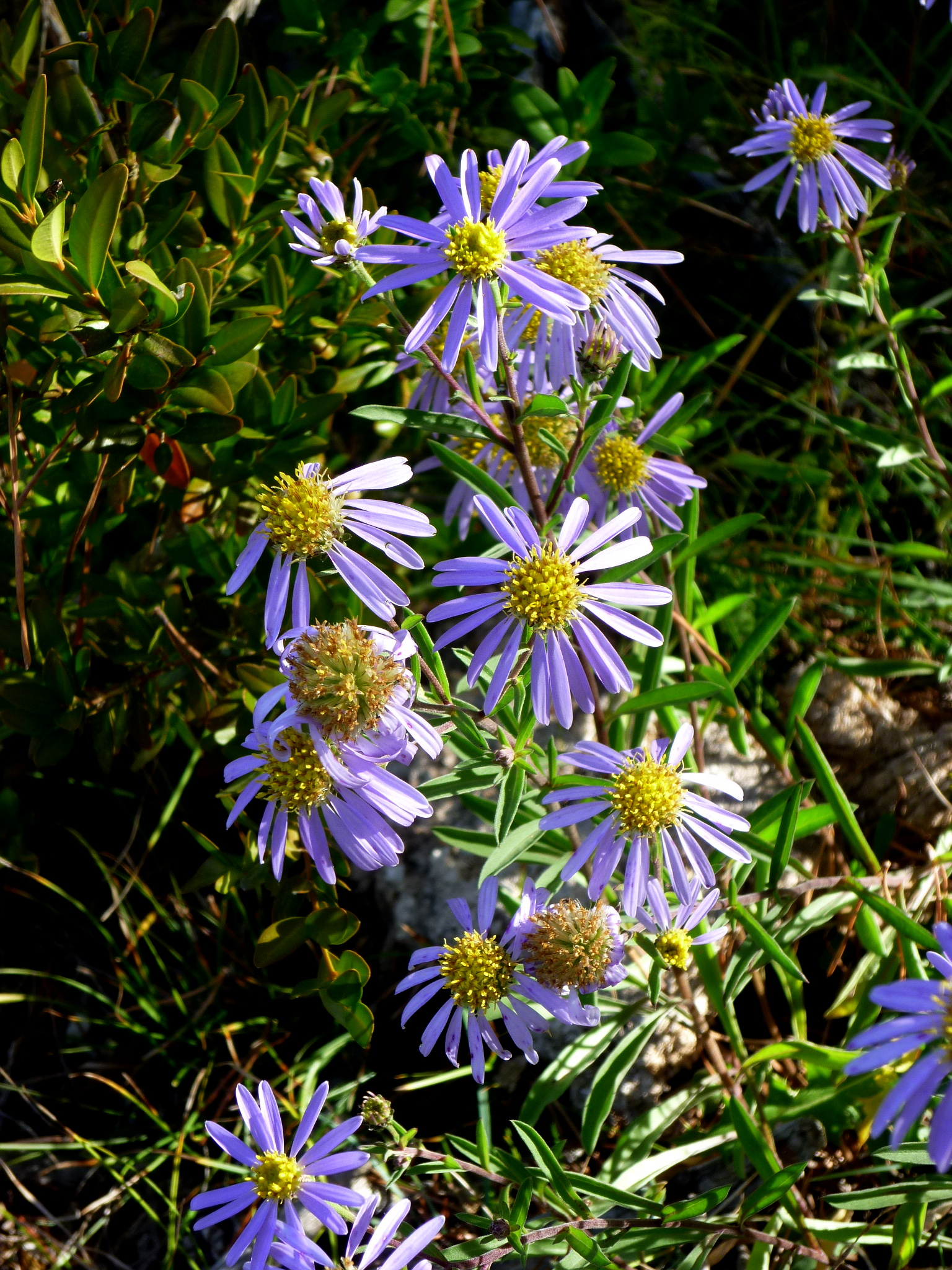
Aster willkommii

## X
- Aster xianjuensis  Y.F.Lu, W.Y.Xie & X.F.Jin

## Y
- Aster yakushimensis  (Kitam.) Soejima & Yahara
- Aster yoshinaganus  (Kitam.) Mot.Ito & Soejima
- Aster yuanqunensis  (J.Q.Fu) Brouillet, Semple & Y.L.Chen

## Specie escluse daAster
Le seguenti specie di Aster in base alle ultime ricerche molecolari sono state segregate nei seguenti nuovi generi.
- Cardiagyris G.L.Nesom, 2020
  - Aster dimorphophyllus Franch. & Sav. in Cardiagyris dimorphophylla (Franch. & Sav.) Nesom
  - Aster dolichophyllus Y. Ling. in Cardiagyris dolichophylla (Y. Ling) Nesom
  - Aster huangpingensis W.P. Li & Z. Li, Phytotaxa in Cardiagyris huangpingensis (W.P. Li & Z. Li) Nesom
  - Aster komonoensis Makino in Cardiagyris komonoensis (Makino) Nesom
  - Aster marchandii H.Lév. in Cardiagyris marchandii (Levl.) Nesom
  - Aster miquelianus H.Hara in Cardiagyris japonica (Miq.) Nesom
  - Aster rugulosus Maxim. in Cardiagyris rugulosa (Maxim.) G.L.Nesom
  - Aster scaber Thunb in Cardiagyris scabra (Thunb.) Nesom
  - Aster sohayakiensis Koidz. in Cardiagyris sohayakiensis (Koidz.) Nesom

- Chlamydites J.R.Drumm, 1907
  - Aster prainii (J.R.Drumm.) Y.L.Chen in Chlamydites prainii J.R.Drumm, 1907

- Geothamnus G.L.Nesom, 2020
  - Aster batangensis Bureau & Franch. in Geothamnus batangensis G.L.Nesom, 2020

- Griersonia G.L.Nesom, 2020
  - Aster fuscescens var. fuscescens Bureau & Franch. in Griersonia fuscescens (Bureau & Franchet) Nesom
  - Aster fuscescens var. oblongifolius  Grierson in Griersonia oblongifolia (Grierson) Nesom
  - Aster senecioides Franch. in Griersonia senecioides (Franch.) Nesom

- Heteropappus  Less., 1832
  - Aster altaicus Willd. in Heteropappus altaicus (Willd.) Novopokrov.
  - Aster asagrayi Makino in Heteropappus ciliosus (Turcz.) Y.Ling
  - Aster crenatifolius Hand.-Mazz. in Heteropappus crenatifolius (Hand.-Mazz.) Grierson
  - Aster hispidus Thunb. in Heteropappus hispidus (Thunb.) Less.
  - Aster kantoensis Kitam. (non definito in Heteropappus)

- Iteroloba G.L.Nesom, 2020
  - Aster bipinnatisectus Ludlow ex Grierson in Iteroloba bipinnatisecta (Ludlow ex Grierson) G.L.Nesom, 2020

- Kalimeris Cass., 1825
  - Aster iinumae Kitam. in Kalimeris pinnatifida Maxim. ex Makino) Kitam.
  - Aster incisus Fisch. in Kalimeris incisa (Fisch.) DC.
  - Aster indicus L. in  Kalimeris indica (L.) Sch.Bip.
  - Aster pekinensis (Hance) F.H.Chen in  Kalimeris integrifolia Turcz. ex DC.
  - Aster yomena (Kitam.) Honda in Kalimeris yomena (Kitam.) Kitam.

- Metamyriactis G.L.Nesom, 2020
  - Aster helenae Merr. in Metamyriactis helenae (Merrill) Nesom
  - Aster nigromontanus Dunn in Metamyriactis nigromontana (Dunn) Nesom
  - Aster panduratus Nees ex Walp. in  Metamyriactis pandurata (Nees ex Walpers) Nesom
  - Aster pycnophyllus Franch. ex Diels in Metamyriactis pycnophylla (Franch. ex W.W. Smith) Nesom
  - Aster sikkimensis Hook.f. & Thomson in Metamyriactis sikkimensis (Hook. f.) Nesom
  - Aster yamazutae Matsuda in Metamyriactis veitchiana Hutch. & Drummond ex Zhang & Gao) Nesom

- Miyamayomena Kitam., 1982
  - Aster koraiensis Nakai in Miyamayomena koraiensis (Nakai) Kitam.
  - Aster piccolii Hook.f. in Miyamayomena piccolii (Hook.f.) Kitam. 
  - Aster pseudosimplex Brouillet, Semple & Y.L.Chen in Miyamayomena simplex (Hand.-Mazz.) Y.L.Chen
  - Aster savatieri Makino in Miyamayomena savatieri (Makino) Kitam

- Rhinactinidia Novopokr., 1948
  - Aster eremophilus Bunge in  Rhinactinidia eremophila (Bunge) Novopokr. ex Botsch.
  - Aster lingii G.J.Zhang & T.G.Gao in Rhinactinidia limoniifolia (Lessing) Novopokrovsky ex Botschantzev

- Rhynchospermum Reinw., 1825
  - Aster verticillatus (Reinw.) Brouillet, Semple & Y.L.Chen in Rhynchospermum verticillatum Reinw., 1825

- Sinobouffordia G.L.Nesom, 2020
  - Aster poliothamnus Diels in Sinobouffordia poliothamnus (Diels) Nesom
  - Aster sikuensis W.W.Sm. & Farrer in Sinobouffordia sikuensis (Smith & Farrer) Nesom

- Sinosidus  G.L.Nesom, 2020
  - Aster albescens (DC.) Wall. ex Hand.-Mazz. in Sinosidus albescens (DC.) Nesom
  - Aster argyropholis Hand.-Mazz. in Sinosidus argyropholis (Hand.-Mazz.) Nesom
  - Aster fulgidulus Grierson in Sinosidus fulgidulus (Grierson) Nesom
  - Aster hypoleucus Hand.-Mazz. in Sinosidus hypoleucus (Hand.-Mazz.) Nesom
  - Aster lavandulifolius Hand.-Mazz. in Sinosidus lavandulifolius (Hand.-Mazz.) Nesom
  - Aster motuoensis Y.L.Chen in Sinosidus motuoensis (Y.L. Chen) Nesom
  - Aster polius C.K.Schneid. in  Sinosidus polius (C.K. Schneid.) Nesom

- Tibetiodes  G.L.Nesom, 2020 
  - Aster asteroides (DC.) Kuntze in Tibetiodes asteroides (DC.) Nesom
  - Aster bietii Franch. in Tibetiodes bietii (Franch.) Nesom
  - Aster brachytrichus Franch. in Tibetiodes brachytricha (Franch.) Nesom
  - Aster brevis Hand.-Mazz. in Tibetiodes brevis (Hand.-Mazz.) Nesom
  - Aster bulleyanus Jeffrey in Tibetiodes bulleyana (Jeffrey ex Diels) Nesom
  - Aster diplostephioides (DC.) Benth. ex C.B.Clarke in Tibetiodes diplostephioides (DC.) Nesom
  - Aster falconeri subsp. falconeri (C.B.Clarke) Hutch. in  Tibetiodes falconeri (C.B. Clarke) Nesom
  - Aster falconeri subsp. nepalensis Grierson in Tibetiodes nepalensis (Grierson) Nesom
  - Aster farreri W.W.Sm. & Jeffrey in Tibetiodes farreri (W.W. Smith & Jeffrey) Nesom
  - Aster flaccidus subsp. falccidus Bunge in Tibetiodes flaccida (Bunge) Nesom
  - Aster flaccidus subsp. glandulosus (Keissl.) Onno in Tibetiodes glandulosa (Keissl.) Nesom
  - Aster flaccidus subsp. tsarungensis Grierson in  Tibetiodes tsarungensis (Grierson) Nesom
  - Aster heliopsis Grierson in Tibetiodes latisquamata (C.E.C. Fischer) Nesom
  - Aster himalaicus C.B.Clarke in Tibetiodes himalaica (C.B. Clarke) Nesom
  - Aster jeffreyanus Diels in Tibetiodes jeffreyana (Diels) Nesom
  - Aster labrangensis Hand.-Mazz. in Tibetiodes labrangensis (Hand.-Mazz.) Nesom
  - Aster latibracteatus Franch. in Tibetiodes latibracteata (Franch.) Nesom
  - Aster likiangensis Franch. in Tibetiodes likiangensis (Franch.) Nesom
  - Aster lipskii Kom. in Tibetiodes lipskii (Komarov) Nesom
  - Aster retusus Ludlow in Tibetiodes retusa (Ludlow) Nesom
  - Aster salwinensis Onno in  Tibetiodes salwinensis (Onno) Nesom
  - Aster setchuenensis Franch. in  Tibetiodes setchuenensis (Franch.) Nesom
  - Aster stracheyi Hook.f. in Tibetiodes stracheyi (Hook. f.) Nesom
  - Aster techinensis Y.Ling in Tibetiodes techinensis (Y. Ling) Nesom
  - Aster tientschwanensis Hand.-Mazz. in  Tibetiodes tientschwanensis (Hand.-Mazz.) Nesom
  - Aster yunnanensis var. yunnanensis Franch. in Tibetiodes yunnanensis (Franch.) Nesom
  - Aster yunnanensis var. angustior Hand.-Mazz. in  Tibetiodes angustior (Hand.-Mazz.) Nesom

- Yonglingia   G.L.Nesom, 2020 
  - Aster hersileoides C.K.Schneid. in Yonglingia hersileoides C.K. Schneid.) Nesom
  - Aster nitidus C.C.Chang in  Yonglingia nitida (C.C. Chang) Nesom